# 劉伯猷
劉伯猷（466年—476年8月7日），彭城郡彭城縣人，南朝宋建安王劉休仁第二子，江夏愍王劉伯禽繼子。

## 生平
南朝宋泰始二年（466年），江夏王劉子綏被賜死。泰始三年（467年）十一月，劉伯猷出繼劉伯禽，襲封江夏郡王，食邑二千戶。
泰始七年（471年）五月，建安王劉休仁因罪自殺，劉伯猷也因此被削爵還本，遷往丹楊縣居住。元徽元年（473年），劉伯猷返回京邑，被賜爵都鄉侯。元徽四年七月己丑（476年8月7日），劉伯猷被賜死，時年十一歲。